# Stenhuggerne
Stenhuggerne (fransk: Les Casseurs de pierres) var et maleri fra 1849-50 af den franske maler Gustave Courbet. Motivet var en socialrealistisk fremstilling af en ung og en gammel mand arbejde i et stenbrud.
Maleriet blev for første gang vist i Parisersalonen i slutningen af 1850.
Billedet blev beundret af Proudhon som et ikon for bondeliv og er blevet kaldet "det første af hans store værker”. Courbet blev inspireret til billedet af en begivenhed han havde observeret på en vej, som han forklarede Champfleury og forfatteren Francis Wey: "Det er ikke ofte man møder et så komplet udtryk for fattigdom, så lige der fik jeg ideen til et maleri. Jeg bad dem komme til mit studie næste morgen"
Maleriet blev ødelagt under Anden verdenskrig under det britiske luftbombardementet af Dresden i 1945. Billede var sammen med 154 andre malerier pakket sammen i en lastbil og på vej til opbevaring på slottet Königstein. Alle malerier gik tabt.